# Ullin
Ullin és una població dels Estats Units a l'estat d'Illinois. Segons el cens del 2000 tenia 779 habitants.

## Demografia
Segons el cens del 2000, Ullin tenia 779 habitants, 247 habitatges, i 145 famílies. La densitat de població era de 105,2 habitants/km².
Dels 247 habitatges en un 30,8% hi vivien nens de menys de 18 anys, en un 37,2% hi vivien parelles casades, en un 15,8% dones solteres, i en un 40,9% no eren unitats familiars. En el 38,9% dels habitatges hi vivien persones soles el 27,1% de les quals corresponia a persones de 65 anys o més que vivien soles. El nombre mitjà de persones vivint en cada habitatge era de 2,21 i el nombre mitjà de persones que vivien en cada família era de 2,97.
Per edats la població es repartia de la següent manera: un 24,1% tenia menys de 18 anys, un 10,5% entre 18 i 24, un 32,6% entre 25 i 44, un 17,3% de 45 a 60 i un 15,4% 65 anys o més.
L'edat mediana era de 36 anys. Per cada 100 dones de 18 o més anys hi havia 139,3 homes.
La renda mediana per habitatge era de 20.000 $ i la renda mediana per família de 31.979 $. Els homes tenien una renda mediana de 29.049 $ mentre que les dones 21.607 $. La renda per capita de la població era de 12.789 $. Aproximadament el 9,8% de les famílies i el 16,8% de la població estaven per davall del llindar de pobresa.

## Poblacions properes
El següent diagrama mostra les poblacions més properes.